# Armada Àrab Siriana

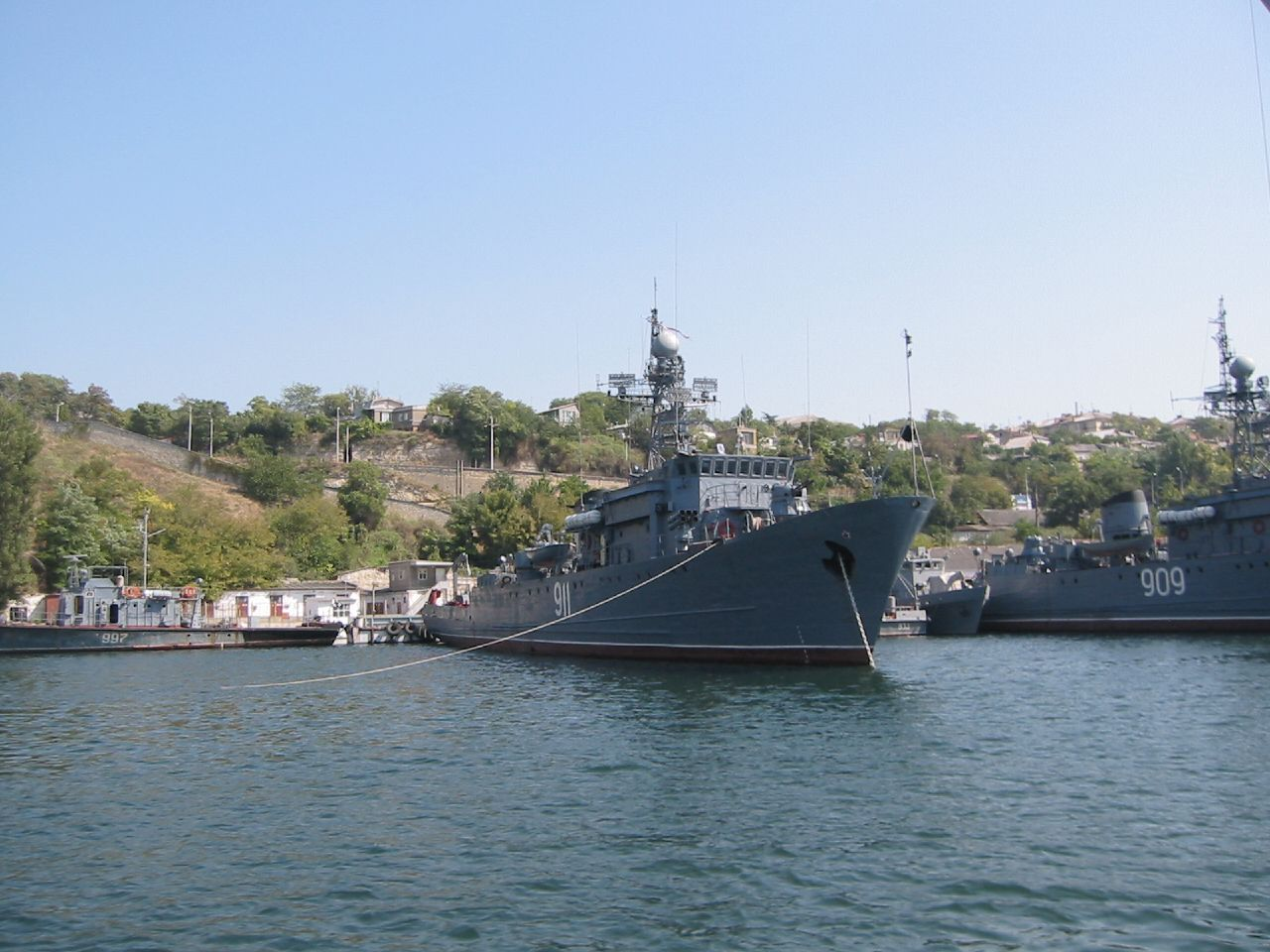
Vaixell de guerra sirià.

L'Armada Àrab Siriana (en àrab: البحرية العربية السورية) és la marina de guerra de Síria, i és el servei més petit de les Forces Armades Sirianes. L'armada està subordinada al comandament regional de l'Exèrcit Àrab Sirià, i la seva flota està situada en els ports de Balanea, Latakia, Minat al Bayda i Tartous.

## Història
L'Armada de Síria va ser establerta el 1950, gràcies a l'adquisició d'algunes unitats navals de França. El personal inicial de l'Armada va consistir en soldats de l'exèrcit que havien estat enviats a acadèmies navals franceses per al seu entrenament.
Durant la Batalla de Latakia, en la Guerra de Yom Kippur, la Marina d'Israel va enfonsar cinc vaixells sirians sense una sola pèrdua. Com a resultat, l'Armada de Síria es va mantenir en port per la resta del conflicte.

### Tartus

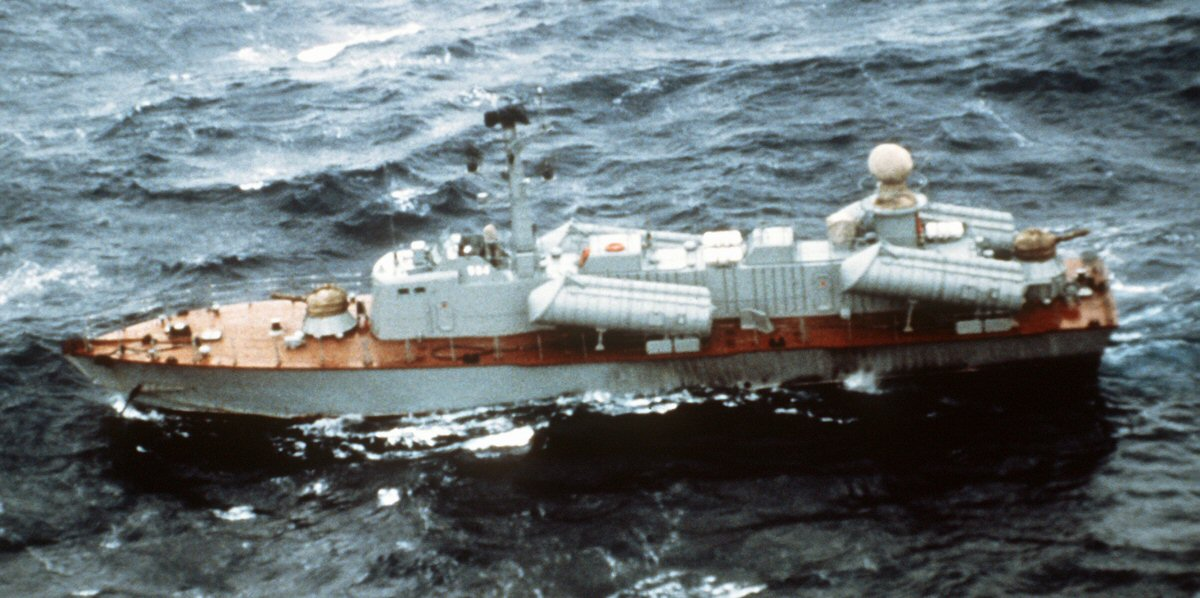
Ossa II (Projecte 205O).

La Base Naval de Tartus va ser establerta per la Unió Soviètica en 1971, fruit d'un acord amb Síria. La base va funcionar durant la Guerra Freda per recolzar a la flota soviètica en el Mar Mediterrani. Atès que Rússia va perdonar a Síria tres cambres del seu deute de 13,4 mil milions de dòlars, adquirida durant l'era soviètica i es va convertir en el seu principal proveïdor d'armes, tots dos països han portat converses sobre la possibilitat de permetre a Rússia desenvolupar i ampliar la seva base naval, de manera  aquesta país pugui enfortir la seva presència naval en el Mediterrani.
A causa del debilitament de les relacions de Rússia amb occident des de la guerra de Osetia del Sud de 2008, i als plans dels Estats Units per desplegar un escut antimíssils a Polònia, el president sirià Bashar al-Rostiu va acceptar convertir al port en una base permanent a Orient Mitjà per a les naus nuclears de Rússia. Des de 2009, Rússia ha estat remodelant la base naval de Tartus i excavant en el port per permetre accés als seus vaixells navals més grans.

### Guerra civil siriana
Durant la Guerra Civil Síria, activistes d'oposició van reclamar que naus de l'Armada siriana van recolzar un atac militar de les forces de govern en contra de l'oposició a la ciutat de Latakia.

## Equipament
- Fragates: 
  - 2 Petya III [7]
- Vaixells Llançamíssils:
  - 8 Ossa I 
  - 12 Ossa II 
  - 10 Tir II (IPS 18)
- Patrullers:
  - 8 patrullers de classe Zhuk 

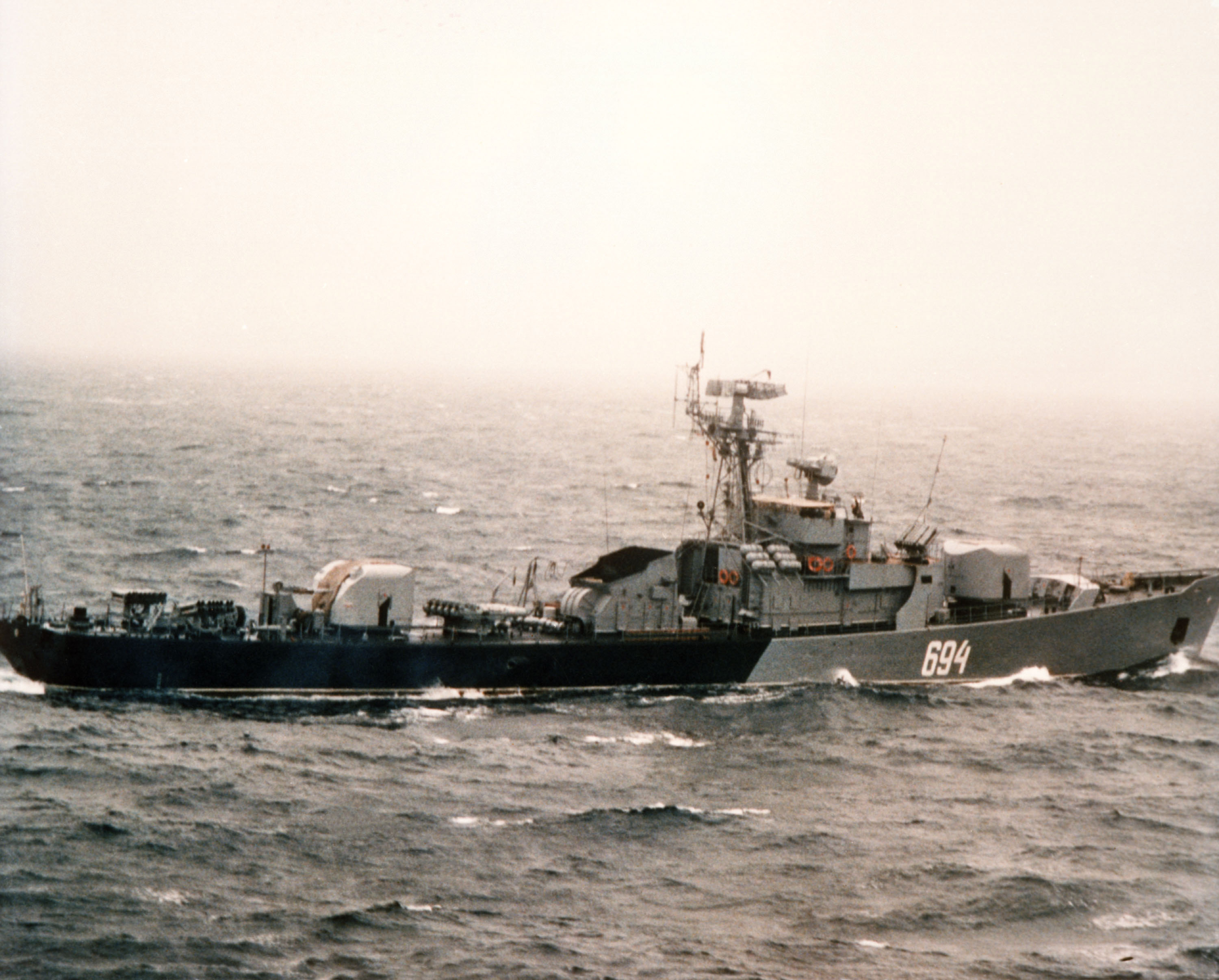
Fragata classe Petya.

  - 6 patrullers de classe MIGS-1800
- Vaixells d'assalt amfibi:
  - 3 classe Polnocny B
- Dragamines:
  - 1 classe Sonya 
  - 5 classe Yevgenya 
  - 1 classe Natya

### Aviació naval
618.º Escamot de Guerra Marítima:
- 11 Mil-Mi-14PL Haze-A
- 5 Kamov Ka-25
- 5 Kamov Ka-28PL Helix-A

### Defensa costanera
- Míssil antivaixell C-801
- Míssil antivaixell P-5 Pyatyorka (SS-N-3)
- Míssil antivaixell P-15 Termit (SS-N-2)
- Míssil antivaixell P-800 Onix
- Bateria costanera M1954 (M-46)